# Roger Beaufrand
Roger Beaufrand, född 25 september 1908 i La Garenne-Colombes, död 14 mars 2007 i Béziers, var en fransk tävlingscyklist.
Beaufrand blev olympisk guldmedaljör i sprint vid sommarspelen 1928 i Amsterdam.